# Alberto (vescovo di Acqui)
Alberto a volte citato come Uberto (fl. XI secolo) è stato un vescovo cattolico italiano, vescovo della diocesi di Acqui dal 1073 fino agli ultimi anni del XI secolo.

## Biografia
Fu eletto vescovo di Acqui nel 1073 in un momento in cui papa Gregorio VII ed Enrico IV di Franconia si stavano scontrando per l'elezione di Gotifredo da Castiglione come arcivescovo di Milano avvenuta in forma simoniaca da parte dell'imperatore.
Alberto partecipò alla consacrazione di Gotifredo a Novara esprimendo nei tempi successivi al papa il pentimento per la sua presenza al rito per il quale il 13 ottobre 1073 ricevette una missiva dal pontefice in cui lo stesso si rallegrava del fatto che Alberto non supportasse il vescovo intruso a Milano.
Nel 1074 Alberto venne invitato a partecipare al concilio che si sarebbe tenuto l'anno dopo a Roma per discutere nel merito dell'elezione di Tedaldo al posto di Gotifredo.
Nel 1078 fu inviato insieme al vescovo di Asti a mediare in una controversia tra il vescovo di Torino e il monastero di San Michele della Chiusa.
Il 4 luglio 1079 partecipò a una donazione che Adelaide di Susa fece all'abbazia di San Solutore.
Dopo questa donazione le notizie su Alberto si fanno più frammentarie: nel 1080 potrebbe avere presentato al marchese di Monferrato, insieme ai vescovi di Torino e Asti, una opposizione della Chiesa al suo matrimonio con la cognata rimasta vedova e secondo Biorci avere partecipato al concilio di Clermont convocato da papa Urbano II nel 1096.   
Non ci pervengono date certe per la sua morte ma sappiamo che il suo successore, Azzo del Bosco, prese possesso della diocesi acquese nel 1098.